# Prodiaphania commoni
Prodiaphania commoni là một loài ruồi trong họ Tachinidae.